# Podul Hong Kong–Zhuhai–Macao
Podul Hong Kong–Zhuhai–Macao este un sistem de poduri și tuneluri în lungime de 55 de kilometri, constând dintr-o serie de trei poduri susținute de cabluri, un tunel subacvatic și patru insule artificiale. Este cea mai lungă structură din lume aflată pe apă sau în apă. Face legătura între regiunile chinezești Hong Kong și Macao, pe traseu fiind și orașul Zhuhai. Costul de construcție se ridică la 18,8 miliarde de dolari americani.
Construcția lucrării a fost finalizată la 6 februarie 2018. Pe 24 octombrie 2018 podul a fost deschis publicului după ce cu o zi înainte fusese inaugurat în prezența conducătorului Chinei, Xi Jinping.

## Galerie

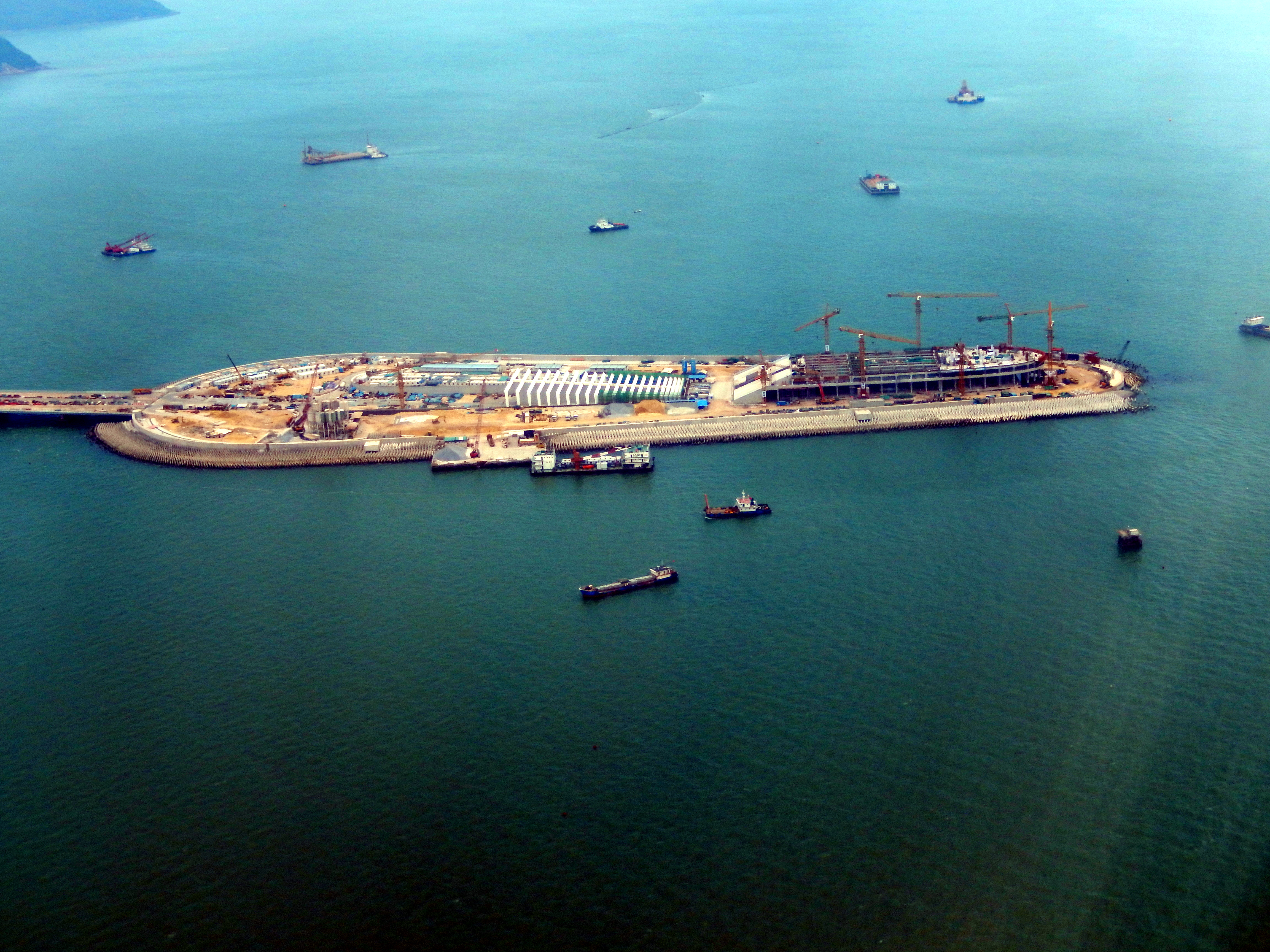
Insulă artificială, poză din mai 2017
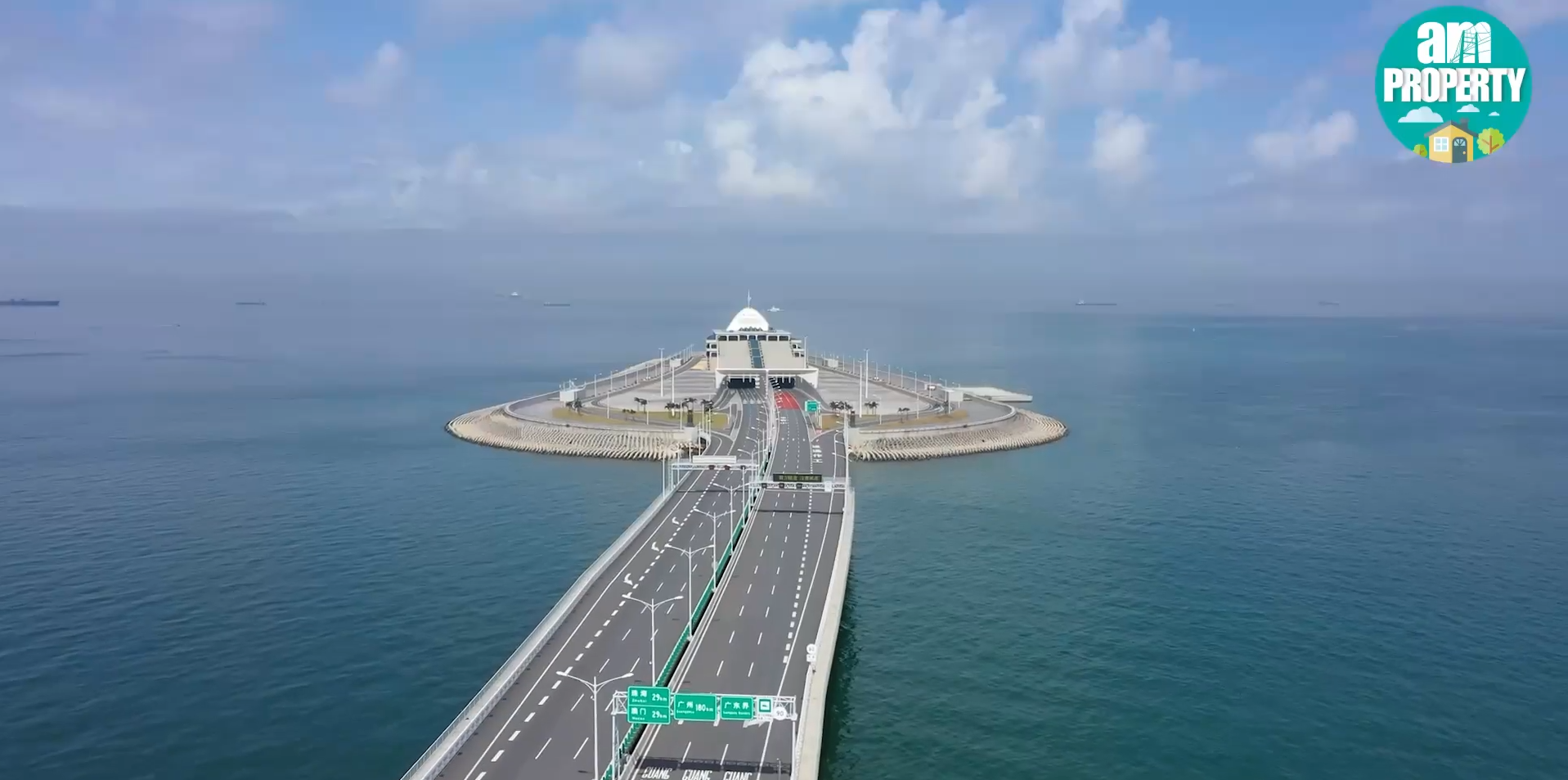
Imagine aeriană
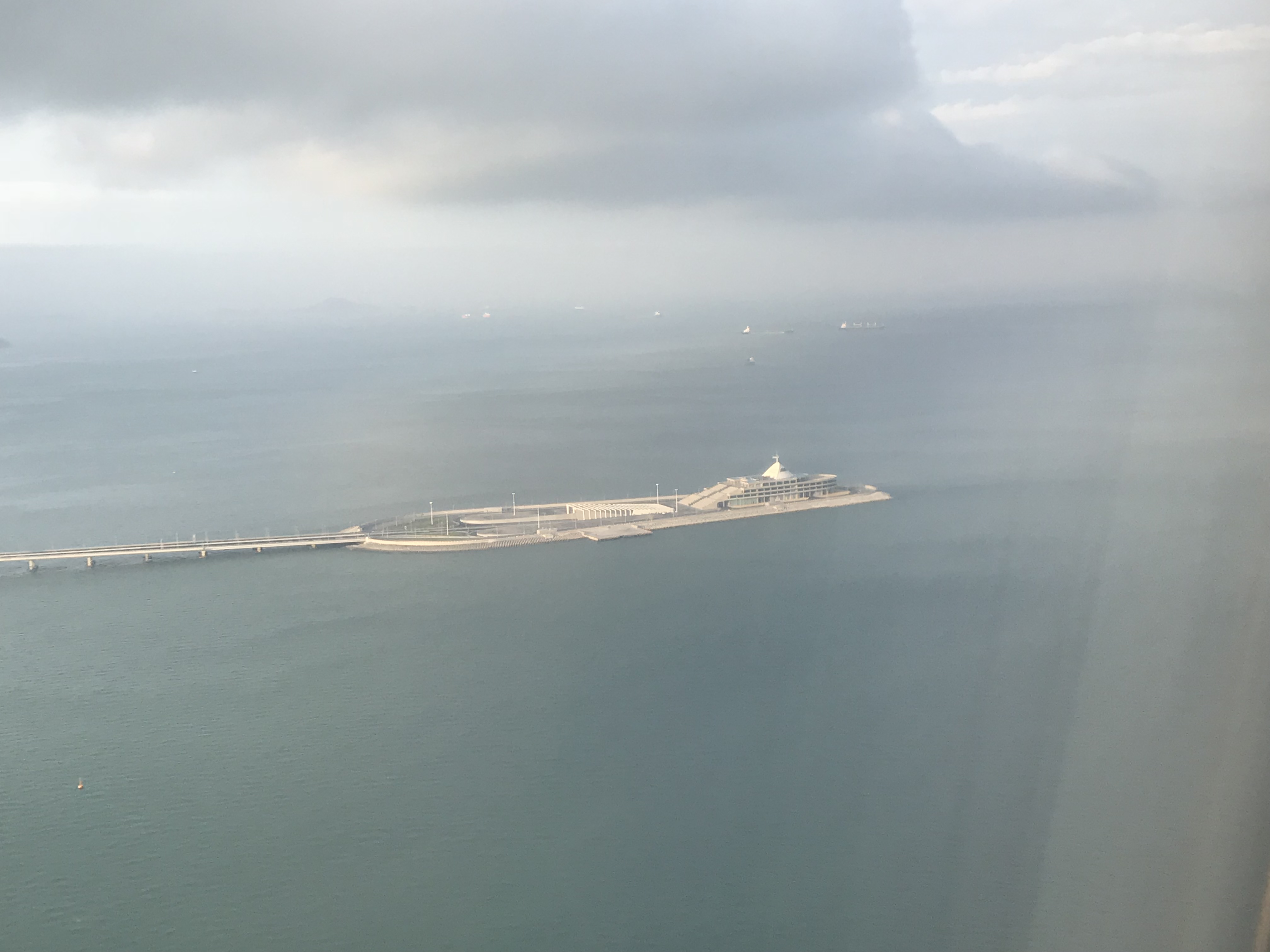
Insulă artificială în mai 2018
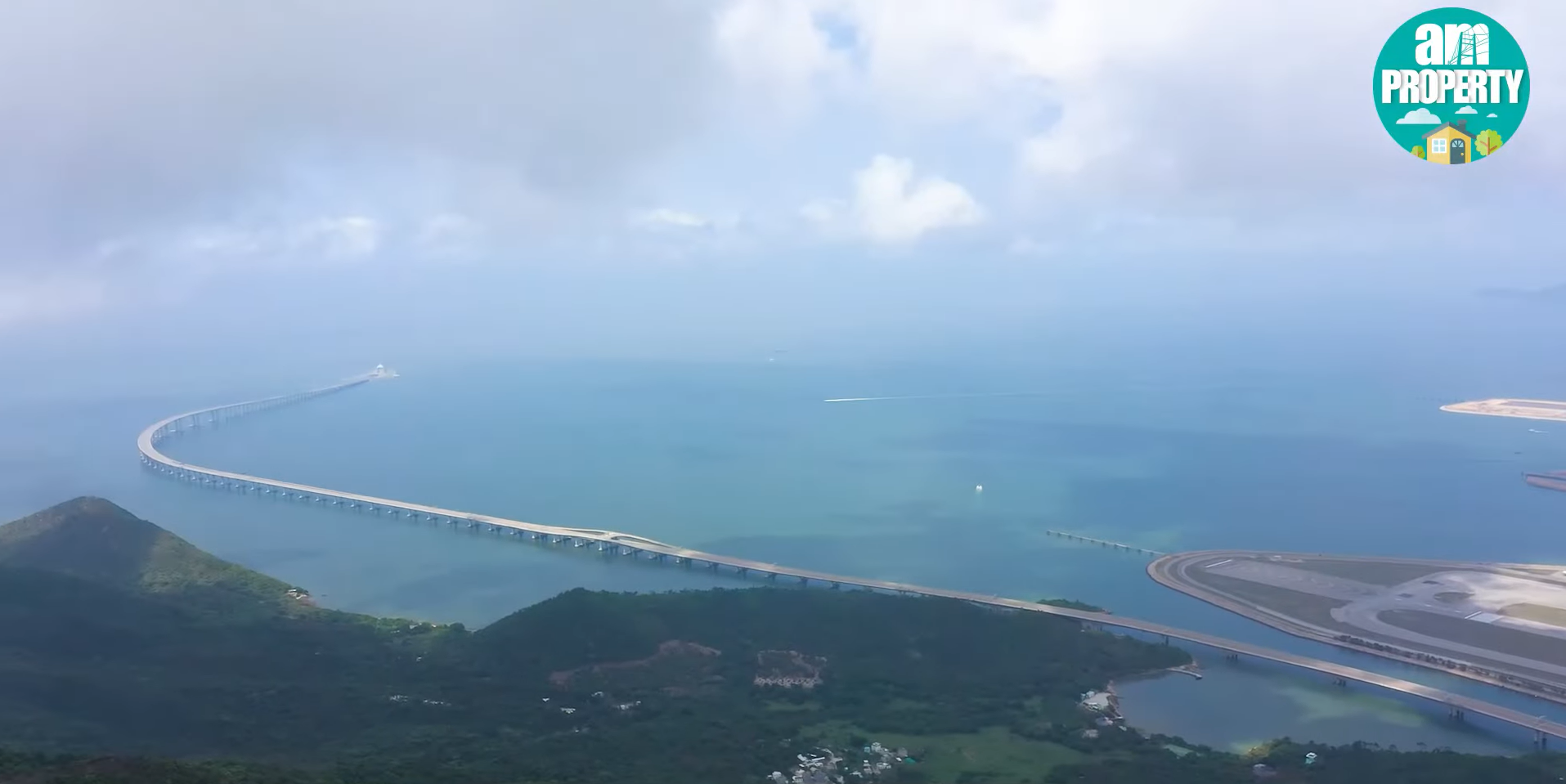
Imagine aeriană
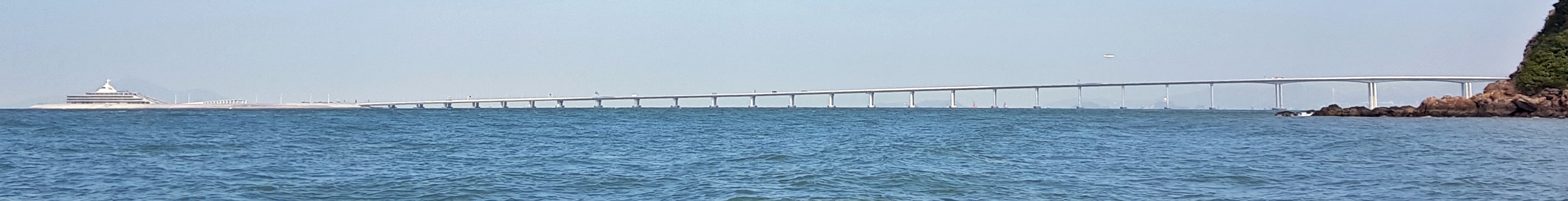
Secțiunea de pod din Hong Kong în noiembrie 2018